# Lemma di Poincaré
In analisi matematica e calcolo vettoriale, il lemma di Poincaré, il cui nome si deve a Jules Henri Poincaré, afferma che se {\displaystyle A\subset \mathbb {R} ^{n}} è un sottoinsieme aperto e contraibile, allora ogni {\displaystyle p}-forma differenziale chiusa e liscia definita su {\displaystyle A} è una forma differenziale esatta per ogni intero {\displaystyle p>0}. La contrattilità dello spazio significa che esiste un'omotopia {\displaystyle H\colon A\times [0,1]\to A} che deforma in modo continuo {\displaystyle A} fino a farlo diventare un punto.
Nel caso di campi vettoriali, una forma chiusa corrisponde ad un campo irrotazionale in cui le derivate parziali incrociate delle componenti sono uguali. In tale contesto il teorema mostra che l'irrotazionalità equivale alla conservatività del campo; ossia, se un campo vettoriale
{\displaystyle {\begin{aligned}\mathbf {F} \colon A&\to \mathbb {R} ^{n},\\\mathbf {x} &\mapsto \mathbf {F} (\mathbf {x} )=(F_{1}(x_{1},\dots x_{n}),\dots F_{n}(x_{1},\dots x_{n}))\end{aligned}}}
è definito su un insieme aperto stellato (o su un insieme semplicemente connesso) {\displaystyle A\subset \mathbb {R} ^{n},} è della prima classe di continuità (ossia {\displaystyle \mathbf {F} \in C^{1}(A)}) ed è irrotazionale, ossia
{\displaystyle \partial _{i}F_{j}-\partial _{j}F_{i}=0,\qquad \forall i,j\in \{1,\ldots ,n\},}
allora il campo è conservativo, cioè esiste una funzione {\displaystyle V(\mathbf {x} )\in C^{n+1}(A)} detta potenziale scalare tale che il suo gradiente è il campo:
{\displaystyle \mathbf {F} (\mathbf {x} )=\nabla V(\mathbf {x} ).}